# Tragbild

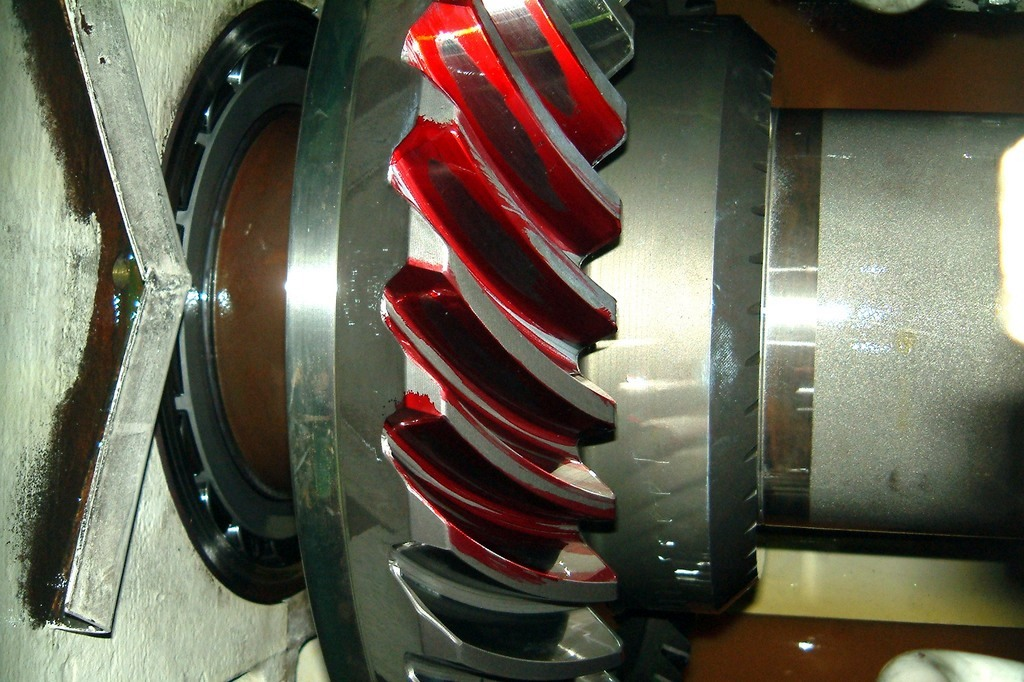
Tragbild des Kegelrades eines mehrstufigen 1500-kW-Getriebes, gut sichtbar der rote Lack und die freien Stellen, an denen die Zahnflanken tragen

Das Tragbild ist eine Bezeichnung aus dem Maschinenbau für die Beschreibung der Kraftübertragung von Zahnflanken. Da sich beim Eingriff von Zahnrädern die Flanken meist nicht über der ganzen Fläche berühren, wird die Kraft nur über einen Teil der Zahnflanken übertragen.
Die Erfassung des Tragbildes eines Getriebes unter Last kann mit Hilfe eines ölfesten Lacks erfolgen, der vor Testbeginn auf die Zahnräder aufgebracht wird. Unter der im Betrieb vorgesehenen Drehzahl und Last (vorzugsweise der Nennleistung) werden dann Abweichungen der Verzahnung sowie der Lager an den belasteten Stellen durch Abrieb deutlich.
Zeigen sich Abweichungen vom optimalen Tragbild, können z. B. Passscheiben auf den Wellen gegen Scheiben anderer Größen getauscht werden, bis die Zahnräder richtig zueinander positioniert sind.